# 謝拉維斯塔莊園 (亞利桑那州)
謝拉維斯塔莊園（英語：Sierra Vista Estates）是位於美國亞利桑那州科奇斯縣的一個非建制地區。該地的面積和人口皆未知。

## 地理
謝拉維斯塔莊園的座標為31°29′00″N 110°15′17″W / 31.48333°N 110.25472°W，而該地的平均海拔高度為1429米（即4688英尺）。